# Couvent de la Visitation d'Amiens
Le couvent de la Visitation d'Amiens est un monastère de religieuses visitandines situé, sur le territoire de la commune d'Amiens, dans le département de la Somme, rue Saint-Fuscien, à proximité du centre-ville.

## Historique

### Le couvent des visitandines
La construction des bâtiments s'inscrit dans la période d'expansion urbaine de la ville d'Amiens et l'éclosion de nouveaux quartiers au XIXe siècle comme celui d'Henriville où s'installa la bourgeoisie amiénoise.
Les visitandines firent l'acquisition, en 1839, de bâtiments et d'un terrain, rue Saint-Fuscien, à Amiens dans le but de bâtir un nouveau couvent. La construction s'effectua de 1839 à 1841 sur les plans de Jean Herbault, architecte diocésain. Des agrandissements furent décidés en 1844, pour agrandir le parc du couvent et bâtir une ferme, entre 1848 et 1856, par la construction des bâtiments du pensionnat agrandi lui-même de 1860 à 1865. Un mur de clôture fut construit en 1856-1857 et ainsi qu'une maison pour le jardinier, en 1858. Les bâtiments furent pour partie surélevés en ntre 1860 et 1865 et une infirmerie construite.
En 1904, la loi sur la suppression des congrégations religieuses obligea les visitandines d'Amiens à l'exil en Belgique.

### Le grand séminaire
En 1908, le diocèse d'Amiens acquit l'édifice pour y accueillir le grand séminaire. Durant la Première Guerre mondiale, l'ancien couvent devint un hôpital militaire. En octobre 1919, les séminaristes purent regagner les lieux. En 1939-1940, les bâtiments sont de nouveau transformés en hôpital militaire. Le grand séminaire ferma en octobre 1962.

### Les archives départementales de la Somme et la Direction régionale des affaires culturelles
La restauration des bâtiments débuta en 1975, sous la direction de l'architecte en chef des bâtiments civils et palais nationaux Claude Aureau. Les Archives départementales de la Somme s'installèrent dans les locaux en 1977. La même année, le parc était ouvert au public. La Direction régionales des affaires culturelles de Picardie occupe une partie des locaux depuis 1986. 
Tous les bâtiments, façades et toitures, du couvent, dont la chapelle, le cloître et ses galeries, l'oratoire dédié à la Vierge Marie et le parc sont protégés au titre des monuments historiques  : inscription par arrêté du 16 juillet 2009

## Caractéristiques

### Les bâtiments conventuels

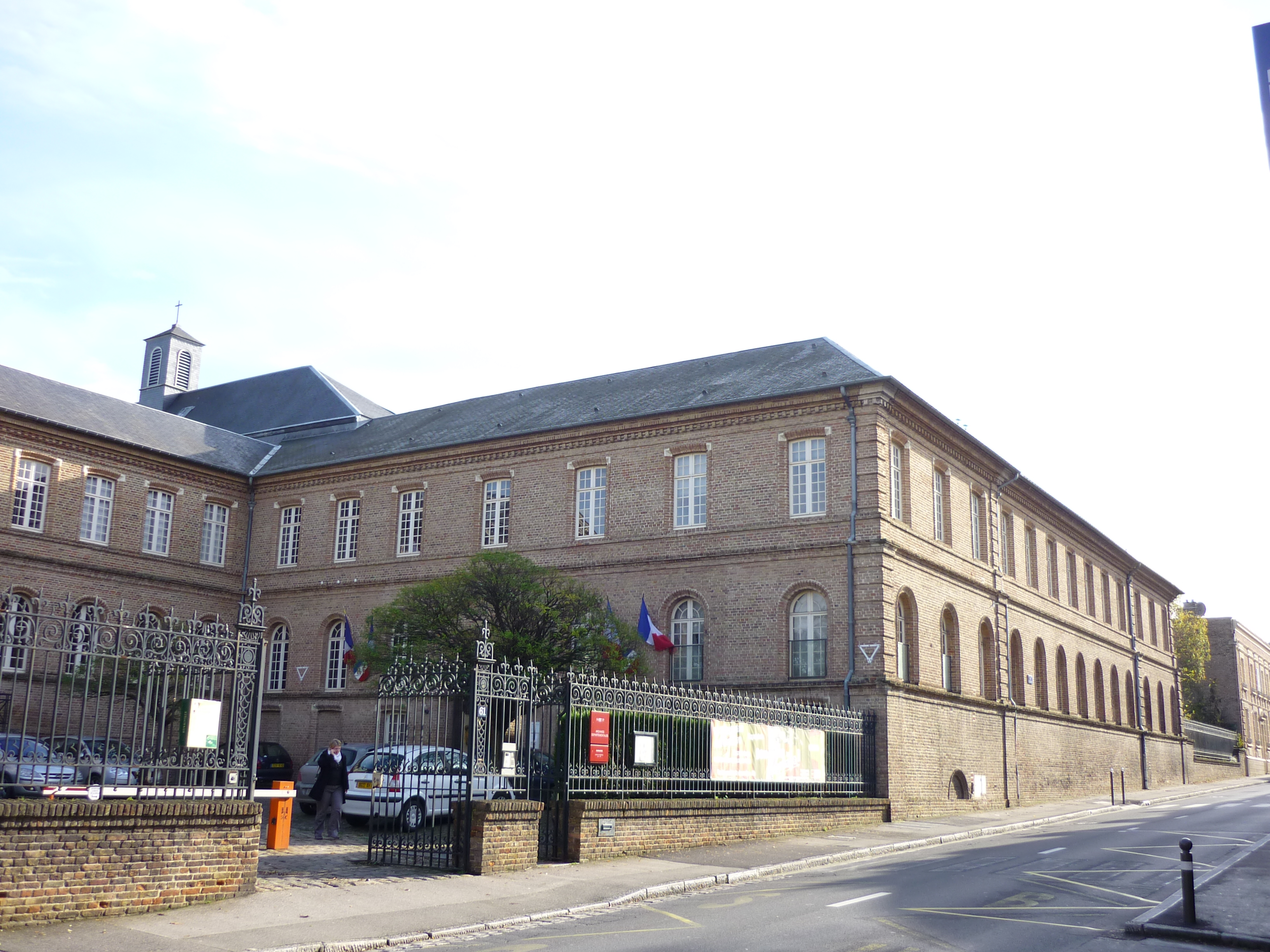

L'édifice occupe une vaste parcelle traversante de plus de 22 hectares, actuellement desservie par la rue Saint-Fuscien (à l'ouest), la rue Vulfran-Warmé (à l'est) et la rue Legrand-Daussy (au sud). L'ensemble est séparé des propriétés voisines (au nord et au sud-ouest) par un mur de briques.
A l'est, le jardin public, aménagé dans l'ancien parc, conserve quelques arbres plantés au milieu du 19e siècle. Le long de la rue Vulfran-Warmé, le jardin est délimité par un mur bahut. Deux portails y donnent accès, l'un rue Vulfran-Warmé, l'autre rue Legrand-Daussy. Une aire de jeux pour les enfants y a été installée.
Les bâtiments, actuellement affectés au service des Archives départementales et à la Direction régionale des Affaires culturelles, occupent la partie ouest du terrain. L'ensemble est construit en briques et couvert d'ardoises.
L'accès principal [aux Archives départementales], rue Saint-Fuscien, s'effectue par un portail et une porte piétonne, ménagées dans une grille en fer forgée fixée sur un mur bahut, qui ferme la cour d'entrée (ill.).
Cette cour est bordée à l'est par des bâtiments à étage carré de cinq travées, qui encadrent la chapelle (ill.) ; au sud, la cour est également délimitée par un bâtiment à étage carré de sept travées (ill.), au centre duquel un passage cocher donne accès à une cour (cour des Provisions). Au sud de cette cour (ill.), un autre passage cocher donne accès à un jardin (jardin de l'infirmerie).
L'accès aux bâtiments de l'ancien couvent s'effectue, depuis la cour des Provisions, par deux portes menant à la galerie du cloître, aujourd'hui vitrée. La galerie dessert l'ensemble des salles du rez-de-chaussée, en particulier (au sud) la salle de lecture des Archives départementales aménagée dans l'ancien réfectoire. Au nord, la galerie donne accès à la chapelle et à une salle de conférence.
Depuis la rue Legrand-Daussy, on accède par une porte cochère, à la cour de l'ancienne ferme du couvent, dont les bâtiments délimitent la cour sur trois côtés (ill.). L'accès aux espaces occupés par la Direction régionale des Affaires culturelles s'effectue depuis cette cour, dans l'aile prolongeant le bâtiment d'origine, qui ferme le jardin de l'infirmerie, à l'est. Seul le bâtiment orienté sur le parc (ill.) compte deux étages de combles aménagés sous un toit à longs pans brisés.

### La chapelle

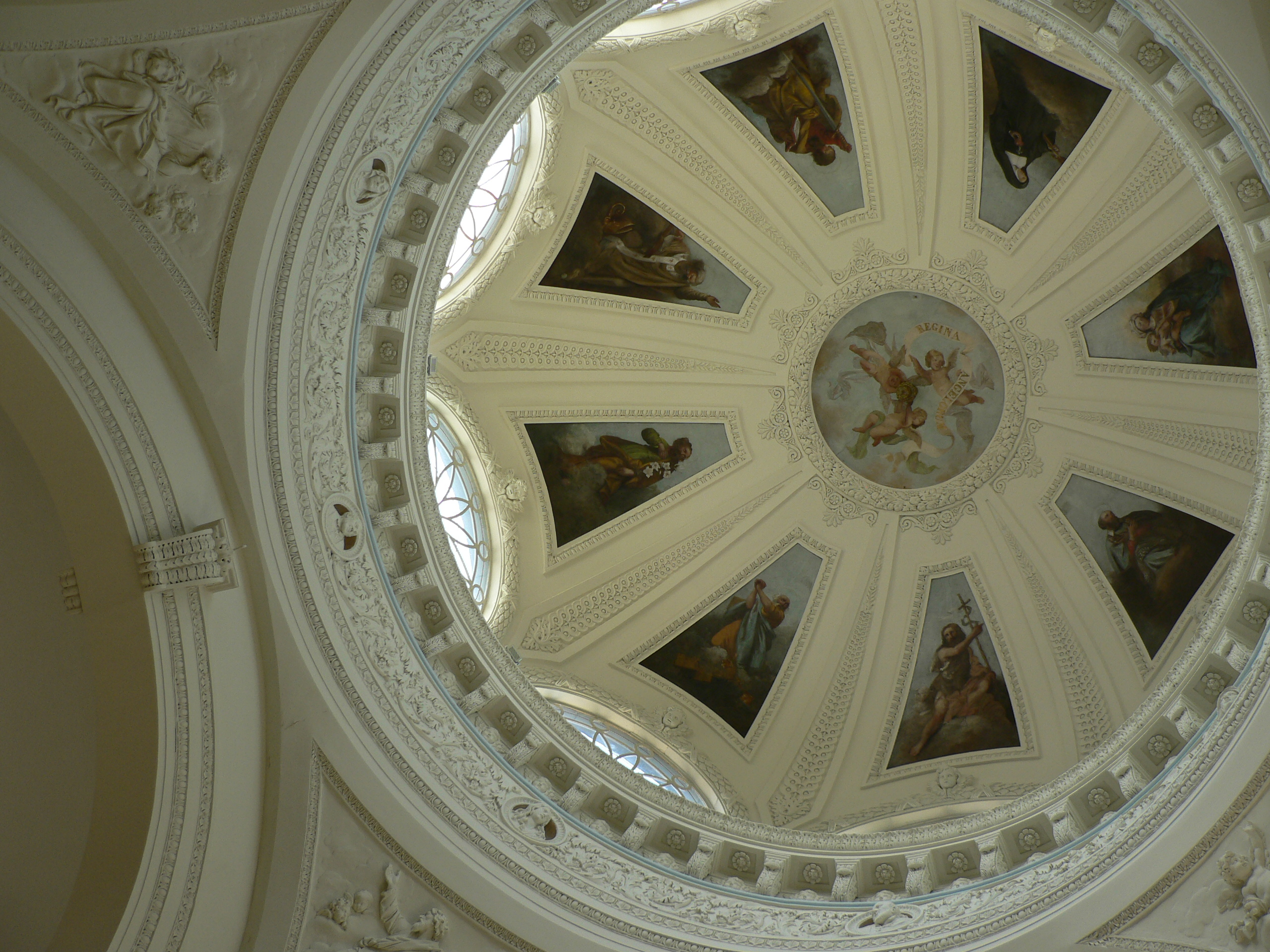

La chapelle a été construite en brique, son toit est couverte d'ardoise. La façade occidentale est aveugle, couronnée par un fronton triangulaire et cantonnée par deux pilastres d'ordre ionique. L'édifice, de plan en équerre, est composé de deux nefs perpendiculaires prolongeant le chœur ; celle des religieuses, au sud, communique avec la galerie du cloître ; celle des fidèles, à l'ouest, est surmontée d'une tribune. Une voûte en berceau recouvre les deux vaisseaux. La nef des fidèles est dallée de marbre, celle des religieuses est parquetée.
Le chœur est surmonté d'une coupole octopartite sur pendentifs que supportent huit colonnes cannelées. Des peintures ornent la coupole dont le dôme est couvert de cuivre. 